# Castillo de Coruña del Conde
El castillo de Coruña del Conde  es una fortaleza ubicada en dicha localidad española, perteneciente a la provincia de Burgos. Tiene su origen en el siglo X, cuando García I de León decidió repoblar el valle del Duero.

## Historia

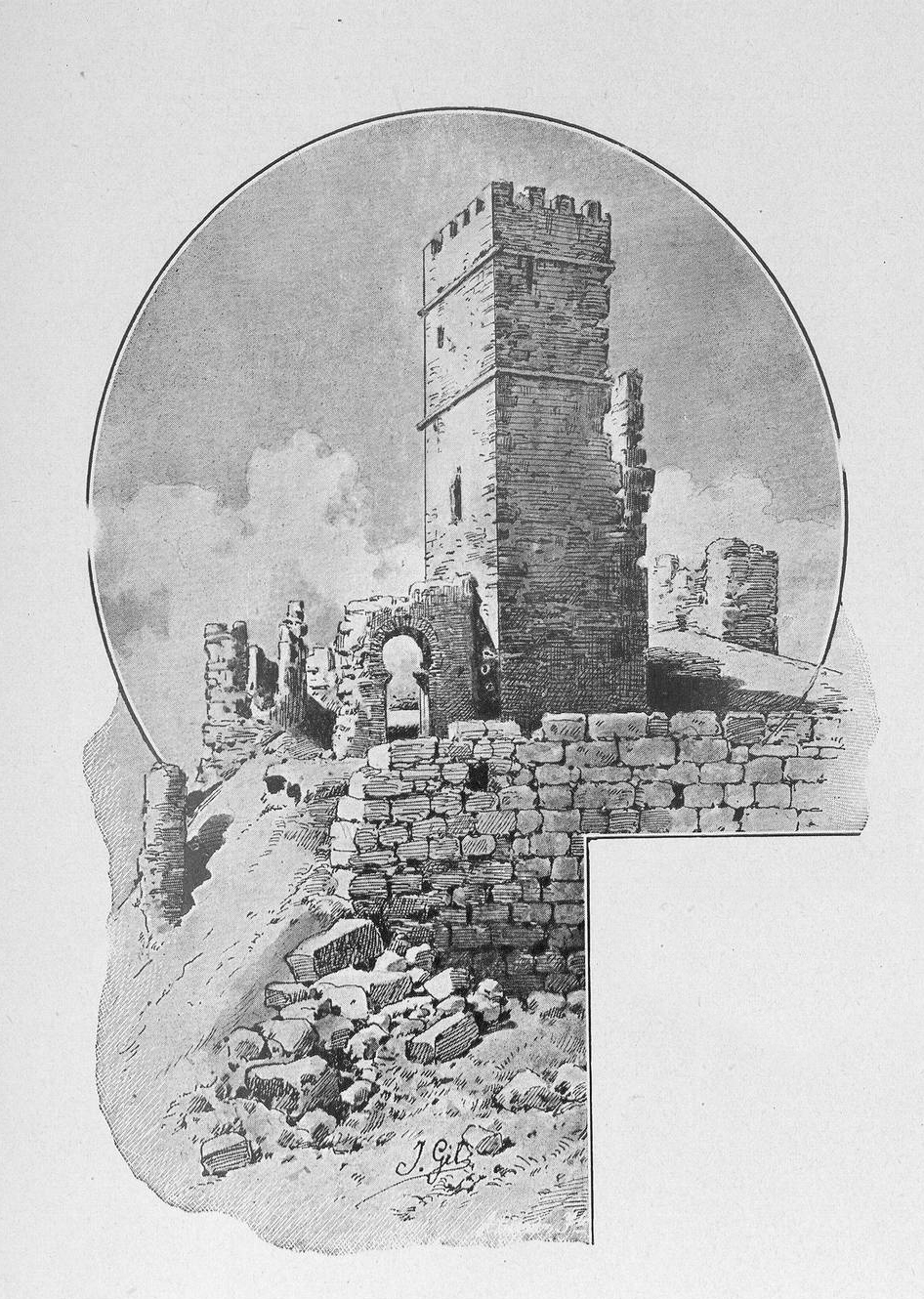
El castillo en una ilustración de Isidro Gil

Se fundó una fortaleza, en las proximidades de la antigua ciudad de Clunia, que guardaba la entrada a Castilla por estar situada en un promontorio desde el cual se controlaba el corredor del  río Arandilla y su antigua calzada desde el sur y junto a los dos puentes romanos ya mencionados.
Fue tomado por Almanzor, que realizó en él diversas obras, como una nueva torre principal a la que se encontraba adosado un lienzo de muralla con un arco califal, visible en grabados antiguos pero desaparecido en la actualidad. El caudillo musulmán dotó de una guarnición permanente a la fortaleza y la eligió como punto de partida para algunas de sus correrías contra los reinos cristianos.
Tras la definitiva conquista cristiana sufre nuevas reformas que le confieren su aspecto final, hasta que el avance de la Reconquista hacia el sur provoca que su función defensiva termine siendo superflua. Con los años se abandona y avanza su estado de ruina, ya que al igual que la vecina Clunia se convierte en cantera de piedra labrada.

## Estado de conservación
Un lienzo de muralla en el antiguo patio de armas ha sido utilizado en las últimas décadas por los vecinos del pueblo como frontón. Amenazado de ruina, se ha reforzado en los primeros años del siglo XXI.
Como curiosidad, el Ayuntamiento, propietario del castillo, ha puesto a la venta el inmueble por 1€ a quien se comprometa a restaurarlo y conservarlo, ante la imposibilidad de obtener fondos públicos para hacerlo.